# Umbriërs

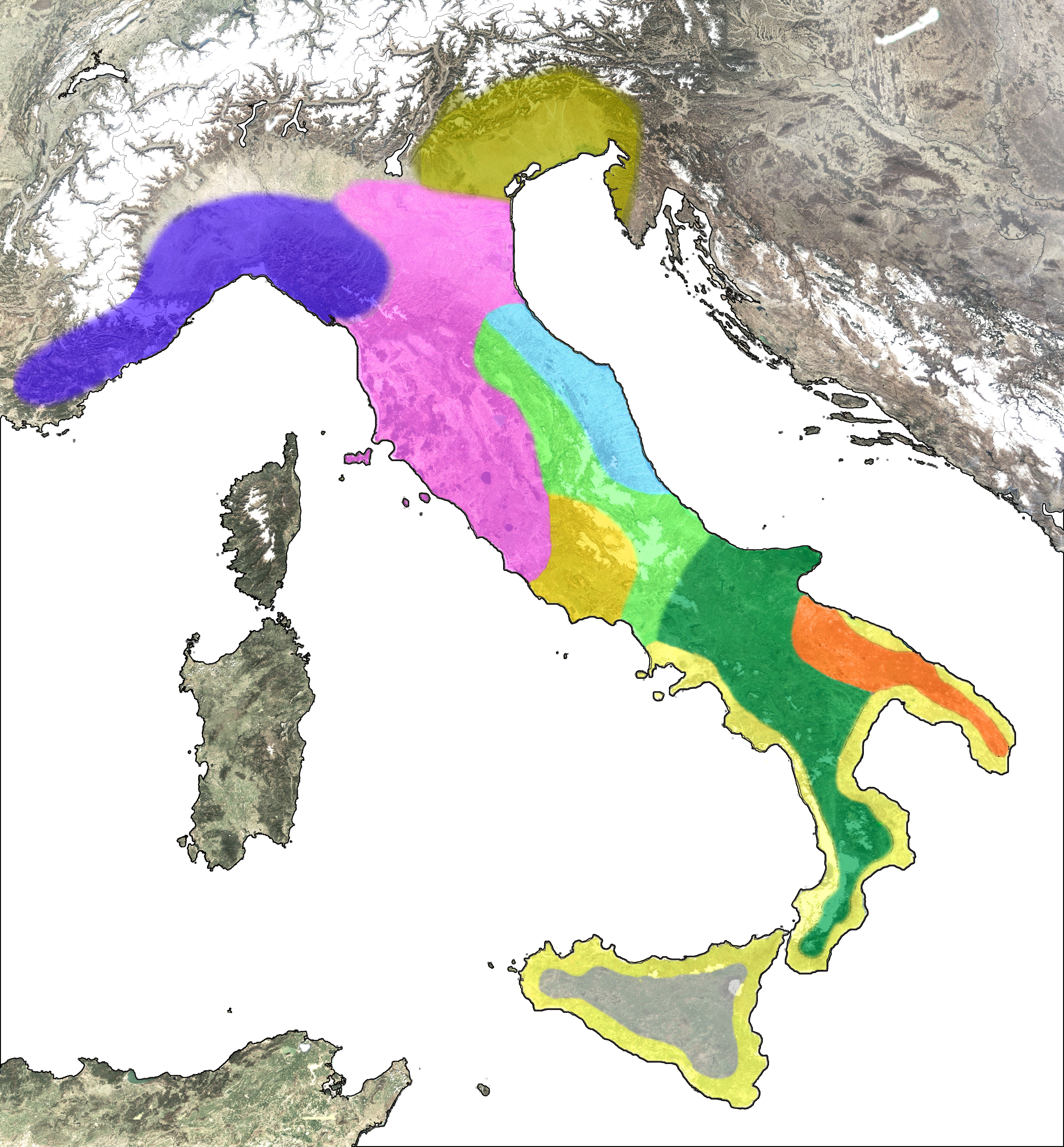
De volkeren op het Italische schiereiland bij het begin van de ijzertijd
Liguriërs
Veneti
Etrusken
Piceni
Umbriërs
Latijnen
Osken
Messapiërs
Grieken

Umbriërs (Latijn: Umbrii; Oudgrieks: Ὀμβρικοί / Ombrikoí) waren een Indogermaans Italisch volk, met een eigen taal (Umbrisch) en cultuur, die oorspronkelijk het gebied van de Etrusken (Etrurië) bewoonden, maar door dezen werden verdreven waarna zij zich vestigden in een streek die naar hen Umbrië werd genoemd.
De meeste steden van de Umbriërs werden gesticht in de 9e-4e eeuw v.Chr. op eenvoudig te verdedigen heuvels. Umbrië werd begrensd door de Tiber en de Nar en omvatte tevens de Apennijnen aan de zijde van de Adriatische Zee. De Umbriërs spraken een eigen taal, het Umbrisch.

## Etymologie
In sommige Romeinse bronnen worden ze Ombrii genoemd. Veel Romeinse auteurs meenden dat de Umbriërs van Keltische oorsprong waren; Cornelius Bocchus schreef dat ze afstamden van een oude Gallische stam. Plutarchus gaf aan dat de naam Umbrii een andere spelwijze was voor Ambronen, een Keltisch-Germaanse stam, en dat de Gallische stam van de Insubres gezien hun naam eigenlijk 'Neder-Umbriërs' waren. Ook Cato de Oudere legde het verband met Galliërs. Daarnaast zijn de Umbriërs ook in verband gebracht met de Germanen. Tot slot legde Plinius de Oudere een link met de Griekse naam voor het volk, namelijk de Ombrii; dat woord was afkomstig van het Griekse woord ὅμβρος (donderstorm) en duidde op de Umbriërs als overlevenden van een grote zondvloed. Hij schreef bovendien over hen: "De Umbriërs worden beschouwd als het oudste volk van Italië".

## Religie
Van de 6e tot de 4e eeuw v.Chr. bouwden de Umbriërs hun heiligdommen op het platteland. Umbrische goden waren onder andere Feronia, Valentia, Minerva Matusia en Clitumnus. Op de Tabulae Iguvinae, gevonden in 1444 bij Gubbio, staan beschrijvingen over religieuze rituelen en het offeren van dieren.

## Politieke en sociale structuur
Het hoogste gezag, de uhtur, werd door twee man uitgeoefend. Lagere functies waren de marone en kvestur. De Umbrische samenleving bestond uit verschillende groepen die waarschijnlijk op basis van hun militaire rang waren ingedeeld.
Gedurende de regering van keizer Augustus werden vier Umbrische aristocraten senator. De familie van keizer Nerva was afkomstig uit Umbrië.
De Umbrische samenleving leek aanvankelijk vooral op het platteland gericht en minder op steden.

## Romeinse invloed
Het eerste contact met de Romeinen vond plaats in 310 v.Chr. Vanaf 299 v.Chr. stichtten de Romeinen diverse kolonies in Umbrië en rond 260 hadden ze geheel Umbrië veroverd. In de 3e eeuw v.Chr. kregen sommige Umbriërs het Romeinse burgerrecht. In dezelfde eeuw vestigden zo'n 40.000 Romeinen zich in de regio. De Via Flaminia, voltooid in 220 v.Chr., verbond Rome met Ariminum (Rimini) en liep dwars door Umbrië. De Umbrische steden leverden troepen aan Rome en vochten onder andere in de Tweede Punische Oorlog. Ook de pretoriaanse garde rekruteerde onder de Umbriërs. Tijdens de Bondgenotenoorlog van 91 tot 88 v.Chr. speelden de Umbriërs een kleine rol die hen in 90 v.Chr. het burgerrecht opleverde. Tijdens de regering van Augustus was Umbrië een vestigingsplaats voor veteranen uit het Romeinse leger.

## Umbrische steden
De steden Chianciano en Clusium (door de Umbriërs Camars genoemd) tonen de overblijfselen van een Umbrische bevolking. De inwoners van Camars verlieten hun stad na een nederlaag tegen de Pelasgen en stichtten een nieuwe stad, Cameria of Camerta (het tegenwoordige Camerino).
Terni (Latijn: Interamna Nahars) was de eerste belangrijke Umbrische stad. De bevolking werd Umbri Naharti genoemd en behoorde tot de grootste stam van de Umbriërs. Ze worden veelvuldig genoemd op de Tabulae Iguvinae en door Romeinse auteurs, en de stad speelde een belangrijke rol in de Romeinse periode. De vondst van een grote necropolis - Necropoli delle Acciaierie di Terni - bevestigt dit beeld van een vooraanstaande stad.
De stad Assisi (Latijn: Asisium) was een Umbrische nederzetting op de Monte Subasio en zou volgens de mythe zijn gesticht door Dardanus in 847 v.Chr.
Ook Gubbio (Ikuvium) en Città di Castello (Latijn: Tifernum Tiberinum) waren Umbrische steden.
In de tijd van Augustus werden Terni, Todi, Amelia en Spoleto genoemd als belangrijke Umbrische steden.